# Fétichisme du caoutchouc
 (août 2007).
Si vous disposez d'ouvrages ou d'articles de référence ou si vous connaissez des sites web de qualité traitant du thème abordé ici, merci de compléter l'article en donnant les références utiles à sa vérifiabilité et en les liant à la section « Notes et références ».

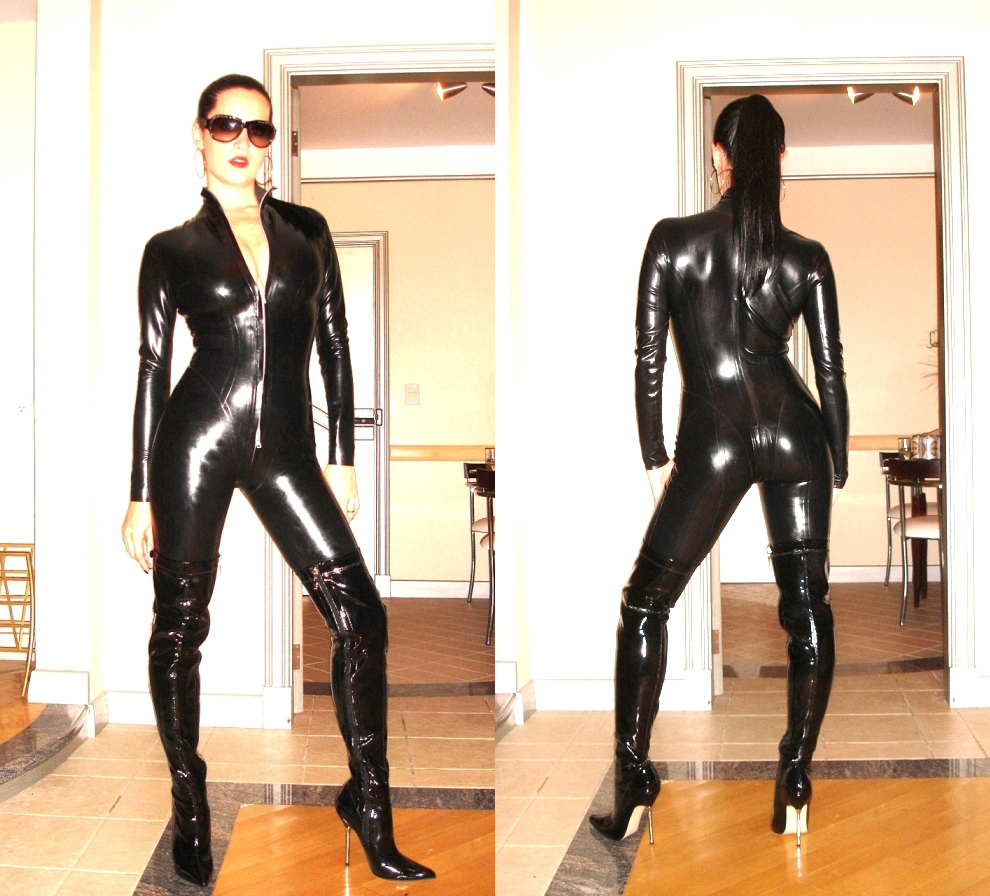
Femme portant un catsuit en latex.

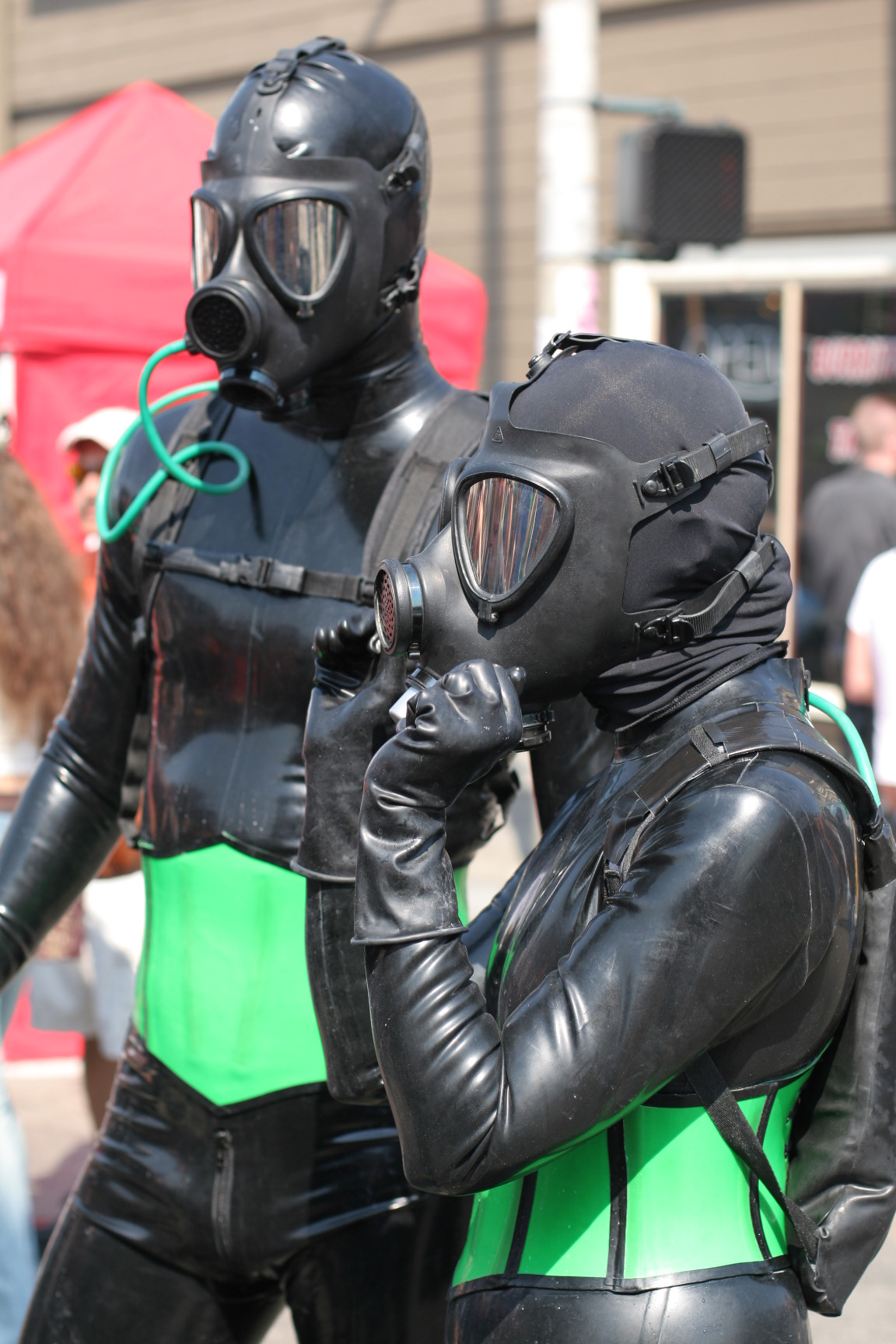
Deux personnes en catsuit et masques à gaz.

Le fétichisme du caoutchouc — le plus souvent le latex — se traduit chez ses adeptes par la création d'une forte stimulation sexuelle provoquée par la vision, le toucher ou le port de vêtements en caoutchouc ou latex. Hors francophonie, la notion de latex fetish s'étend parfois au port de vêtements en cuir ou en vinyle.

## Description
L'odeur, le bruit provoqué par les frottements, la déshumanisation du porteur ou encore la mise en valeur des courbes du corps serré dans le latex peuvent être très excitants pour le fétichiste. Pour certains, de simples gants d'examen médical deviennent un objet de fantasme. Pour d'autres, le fantasme de l'infirmière y est associé.
La sensation d'être emprisonné dans un vêtement qui épouse la peau, voire la perte de la vision et de l'ouïe provoquées par le port d'une cagoule, peuvent être hautement érogènes pour les fétichistes. 

## Histoire
Si les premières expressions médiatiques du vêtement en latex remontent aux années 1960, notamment avec l'utilisation assez régulière de tenues en caoutchouc (et plus spécifiquement des imperméables de type « Mackintosh ») dans la série télévisée Chapeau melon et bottes de cuir, c'est en 1972 que la première revue consacrée au sujet, Atomage, créée par John Sutcliffe, fait son apparition. D'autres publications, toujours considérées comme appartenant à la culture underground, voient le jour : Rubberist, Dressing for Pleasure.
Mais c'est en 1983 qu'à Londres, Tim Woodward lance un night-club destiné aux fétichistes du latex : Skin Two, et, devant le succès qu'il remporte, lance le magazine éponyme qui, entre 1983 et 2014, sera distribué au fil de 66 numéros.
Dans la lignée de Skin Two, nous verrons ensuite apparaître en Allemagne "O", puis Marquis et Heavy Rubber, et en France le magazine La Scène, dont seulement deux numéros seront édités en 1993 et 1994.
Il est permis de penser que toutes ces publications, ainsi que l'utilisation de plus en plus fréquente du latex dans les médias et notamment le spectacle, le cinéma et le show business, auront contribué à ce qu'aujourd'hui le fétichisme ait acquis un statut plus « acceptable » qu'à ses débuts.

## Association au sado-masochisme

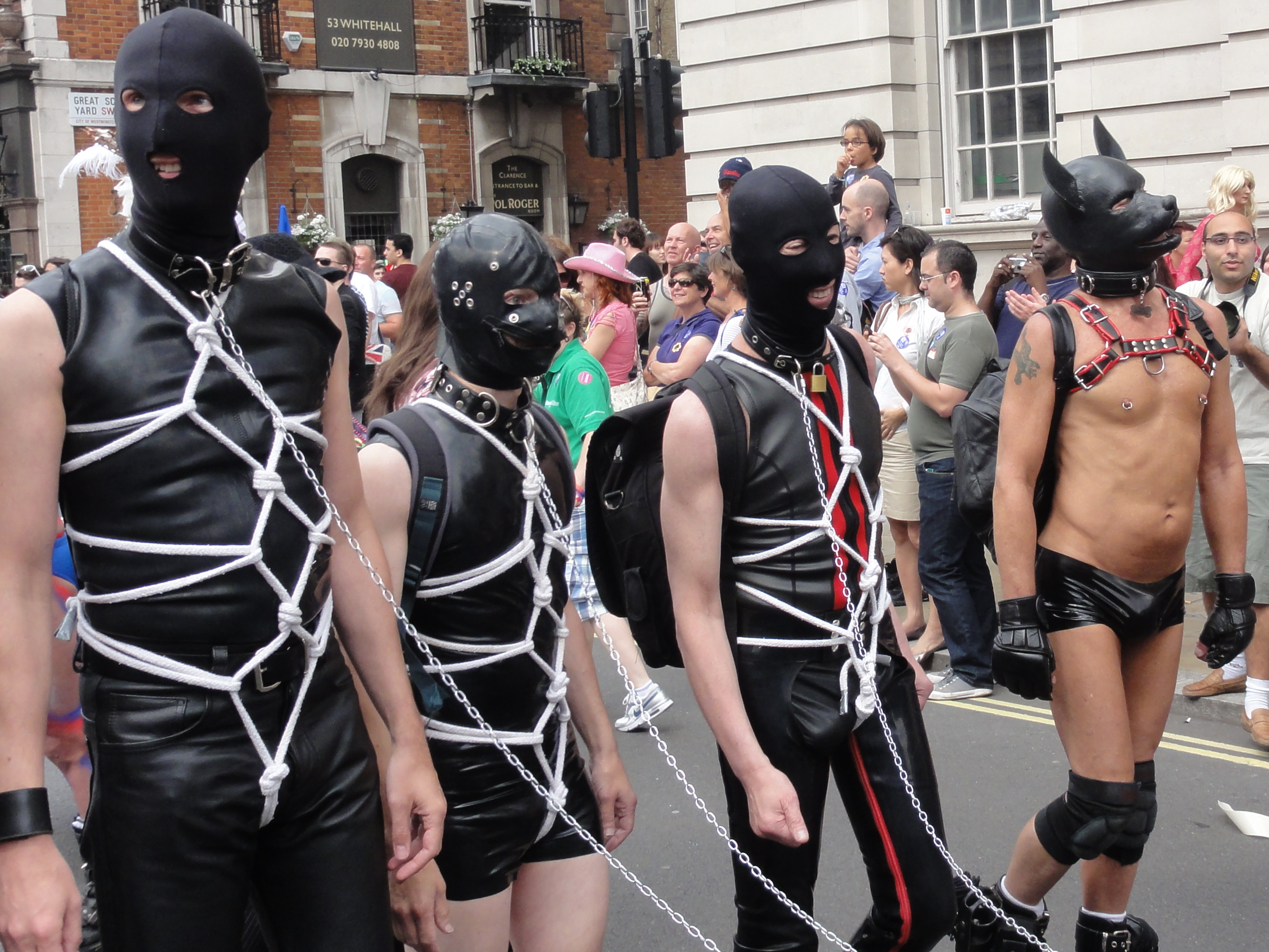
Fétichistes latex marche pour les droits des homosexuels à Londres.

Le fétichisme du latex est souvent associé au monde du sado-masochisme ou du bondage, bien qu'il puisse exister complètement indépendamment de ceux-ci. Le fétichisme du latex peut être rapproché du bondage, dans la mesure où certains fétichistes sont excités par la privation sensorielle qui peut être rendue plus importante par des entraves aux mains ou aux pieds.
Celle-ci est rendue totale par l'utilisation d'un vacuum bed (littéralement, lit-aspirateur), qui se constitue de deux draps de latex insérés dans un cadre rigide. Une personne s'y place allongée, comme dans un sac de couchage, et un aspirateur est alors mis en marche par une tierce personne afin d'évacuer tout l'air qui se trouve entre les deux draps. La personne se trouvant à l'intérieur est alors immobilisée dans un sarcophage de latex, respirant par un trou au niveau de la bouche ou un tuyau. La vision d'une personne ainsi emprisonnée et parfaitement moulée par le latex peut également être très excitante pour les fétichistes. (Note : les couches de latex ont généralement une épaisseur d'environ 0,4 mm. Sur un vacuum bed, le matériau devient si fin que de simples bas résilles se verront en relief à travers.)
L'utilisation du vacuum bed demande beaucoup de précautions. En faisant le vide d’air, on coupe facilement la circulation et notamment au niveau du cou. Cela peut provoquer un malaise.  Il est conseillé d'utiliser « l’inflatable » sorte de ballon en forme de sac de couchage à double parois. En gonflant entre les parois, le sujet est immobilisé et le sang circule normalement.

## Fétichisme du caoutchouc dans les médias et internet

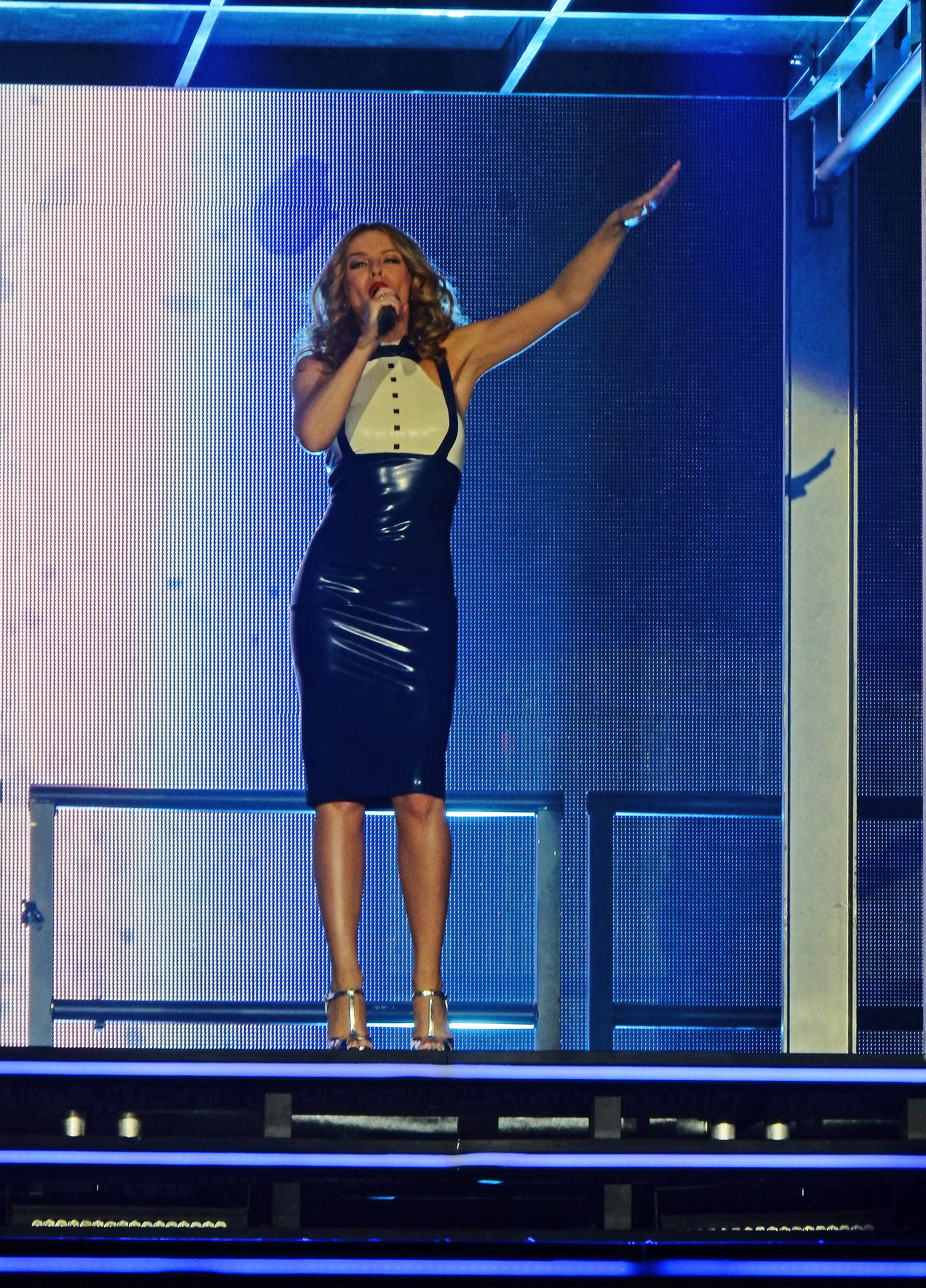
Kylie Minogue en robe de latex lors d’un concert de sa tournée Kiss Me Once Tour en 2014.

Depuis quelques années, on retrouve le latex et le vinyle dans les médias, dans des films tels que la série des Batman, Matrix ou Underworld, la série télévisée Alias, certains clips d'artistes tels que Britney Spears, Kylie Minogue, Rihanna, Lady Gaga, Avril Lavigne ou encore dans la mode. Le personnage de Catwoman campé par Michelle Pfeiffer dans le film Batman, le défi, vêtu d'une combinaison en vinyle intégrale, est devenu une icône du monde fétichiste. 
L'émergence d'Internet a permis une popularisation du monde du fétichisme du latex, notamment avec l'apparition de vendeurs spécialisés sur des plates-formes de vente telles qu'eBay ainsi que la popularisation de sites commerciaux proposant des photos ou vidéos de mannequins fétichistes en latex.

## Vêtements

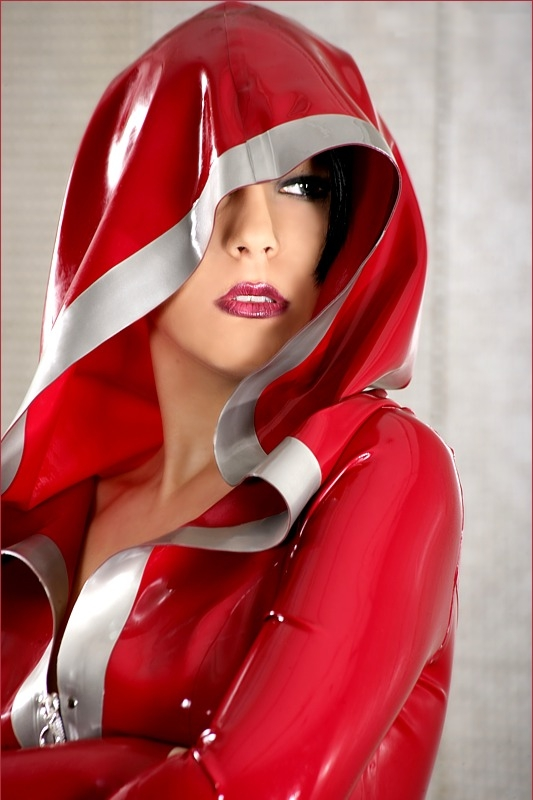
Vêtement en latex rouge.

Le latex est livré en larges rouleaux d'une épaisseur inférieure au millimètre. Il est taillé puis collé ou cousu afin de façonner les vêtements. On trouve du prêt-à-porter, généralement de qualité inférieure, ou du sur-mesure, de meilleure qualité et beaucoup plus onéreux. Potentiellement, tout vêtement peut être réalisé en latex. On trouve ainsi, entre autres, des bas, collants, gants, chaussettes, pantalons, tops, sous-vêtements, cagoules ou combinaisons intégrales, appelées catsuits. Celles-ci sont très prisées de nombreux fétichistes parce qu'elles enveloppent le corps dans son intégralité. On en trouve avec ou sans pieds, mains, col ou cagoule, ouvertures pour les orifices naturels ou encore sur les seins. De même, on trouve des cagoules avec ou sans ouvertures pour les oreilles, les yeux ou la bouche mais toujours pour les narines dans le cas où la bouche est scellée. 
Traditionnellement, la couleur préférée des fétichistes est le noir, mais le latex est un matériau translucide qui peut être teint de toutes les couleurs, et de plus en plus, les maisons spécialisées dans la fabrication de ces vêtements proposent de larges gammes de couleurs. 
On trouve également de nombreux vêtements ayant trait au fétichisme de l'uniforme (fantasme de l'infirmière, de la femme de ménage, de la policière…), ou de la déshumanisation (combinaisons intégrales, combinaisons incluant des seins moulés de taille gigantesque, cagoules et combinaisons gonflables, costumes de chien…).
Le latex tel qu'il est livré n'est pas brillant mais mat. Or, pour certains fétichistes, l'aspect brillant est une partie essentielle du vêtement. Pour le lui donner, une couche de polish est appliquée. 
Mettre un vêtement en latex peut être une entreprise longue et difficile, car c'est un matériau qui frotte énormément contre la peau. L'utilisation de talc est recommandée, mais même avec, enfiler un catsuit demande en général pas moins d'un quart d'heure. L'utilisation d'un produit lubrifiant a base d'eau ou de silicone peut également faciliter les choses, mais on doit s'assurer d'utiliser un produit qui n'endommagera pas le latex.
On peut également appliquer du latex liquide directement sur le corps, le laisser sécher et l'enlever afin de créer soi-même son vêtement. C'est cependant une opération compliquée, qui demande de la pratique et de la préparation, notamment pour éviter de s'arracher les poils en enlevant le latex une fois sec : il est donc indispensable d'enduire la partie du corps avec de la crème hydratante avant.